# D'r Bau & Cereshoeve
Het huis D'r Bau en de Cereshoeve vormen een monumentaal ensemble aan de Tentstraat 53-69 in de Nederlandse plaats Vaals. Het complex kwam in de late achttiende eeuw tot stand als landhuis met bijbehorende boerenhoeve en een naaldenfabriek, mogelijk gebouwd naar een ontwerp van Joseph Moretti. Alle onderdelen van het complex zijn rijksmonumenten en onderdeel van het rijksbeschermd gezicht Vaals Uitbreiding.

## Geschiedenis
Het complex, omvattende een fabrikantenhuis, een naaldenfabriek en een landbouwbedrijf, werd omstreeks 1777 gebouwd in opdracht van de fabrikant Jacob Kuhnen (ook geschreven als Coenen) uit Burtscheid, vermoedelijk naar een ontwerp van Joseph Moretti. Volgens sommige bronnen bezat Kuhnen al het landhuis De Esch nabij Vaals, dat hij door Moretti had laten verbouwen. Met het oog op de voorgenomen nieuwbouw van D'r Bau vond op 14 september 1776 een grote grondruil plaats met Johann Arnold von Clermont, een andere Akense textielondernemer die in Vaals was neergestreken. Kort daarna begon de bouw. Kuhnen was een prachtlievend man en besteedde veel tijd en geld aan de bouw en pronkvolle inrichting van zijn Vaalser bezittingen. Kuhnen was tevens grootmeester van de Akense vrijmetselaarsloge ‘Zur Beständigkeit und Eintracht’. Een ander lid van die loge was Johann Fellinger, koopman en schepen in Vaals. De loge hield later bijeenkomsten in D'r Bau.
Een drietal aquareltekeningen van de Zwitserse schilder Caspar Wolf, die omstreeks 1780 enige tijd om gezondheidsredenen in Spa en Aken verbleef, geeft een duidelijk beeld van het paleisachtig aanzien van het complex kort na de voltooiing. Opvallend waren de hoge mansardedaken die het complex een grote mate van eenheid gaven, het in het oog springende 'Chinese' paviljoen aan de noordzijde, de monumentale zuid- en oostgevel van D'r Bau, en het statige voorkomen van het hoevegedeelte, vooral aan de zuidzijde. De tuin strekte zich waarschijnlijk oost- en zuidwaarts van het huis uit en kan omschreven worden als een voorbeeld van de parvenustijl, waarbij follies en grappig bedoelde nabootsingen van ratelslangen, krokodillen en ander 'ongedierte' de bezoekers van de ene verbazing in de andere deden vallen. Van het interieur werd door bezoekers met name het beschilderde behang geroemd, waarop het hele naaldenfabricageproces werd uitgebeeld, alsmede het uitzicht vanaf de 'Chinese' toren, waar de bezoekers nog een verrassing wachtte in de vorm van twee wassen beelden, die de indruk wekten twee wat zwijgzame tafelgenoten te zijn.
Na de dood van Jacob Kuhnen zette zijn weduwe het bedrijf voort. Daarna kwamen al zijn Vaalser bezittingen in handen van de familie Von Sternbach. In 1835 werd de naaldenfabriek opgeheven. Volgens het kadaster van 1841 was D'r Bau toen eigendom van Anna Maria Meessen en de Cereshoeve van Jacobine Buchacker-Fellinger. In de jaren 1870 van de vorige eeuw was de Cereshoeve, toen Cereshof genoemd, in handen van de familie Ruland (zie Leonard F.H.C. Ruland, burgemeester van Vaals, 1866-1903). In het pand Tentstraat 69 was in de jaren 1960 de firma VATEX Vitrages gevestigd. Omstreeks 1980 werd D'r Bau door de gemeente Vaals aangekocht en enkele jaren later verbouwd tot huurappartementen. Tussen 2000 en 2008 verwierf de ondernemer Lerau Crombach uit Wahlwiller fasegewijs de Cereshoeve. Een ingrijpende restauratie en herbestemming onder leiding van architectenbureau Beckers ging omstreeks 2020 van start. Anno 2025 liggen de gebouwen er nog zeer vervallen bij.
Historische afbeeldingen

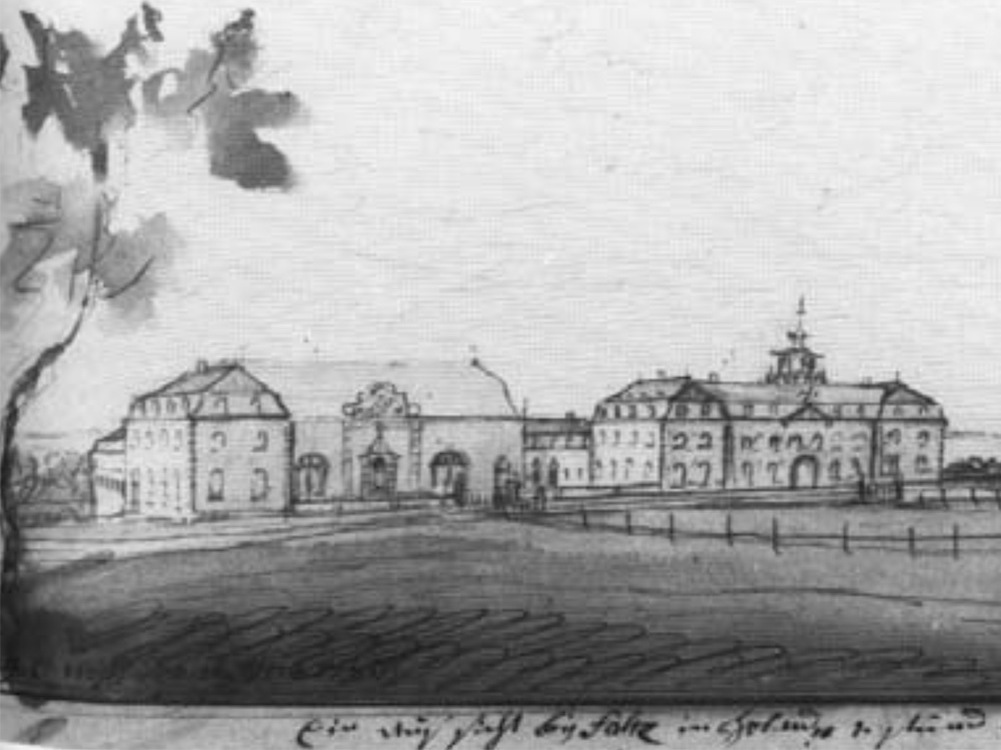
Tekening Caspar Wolf, 1780
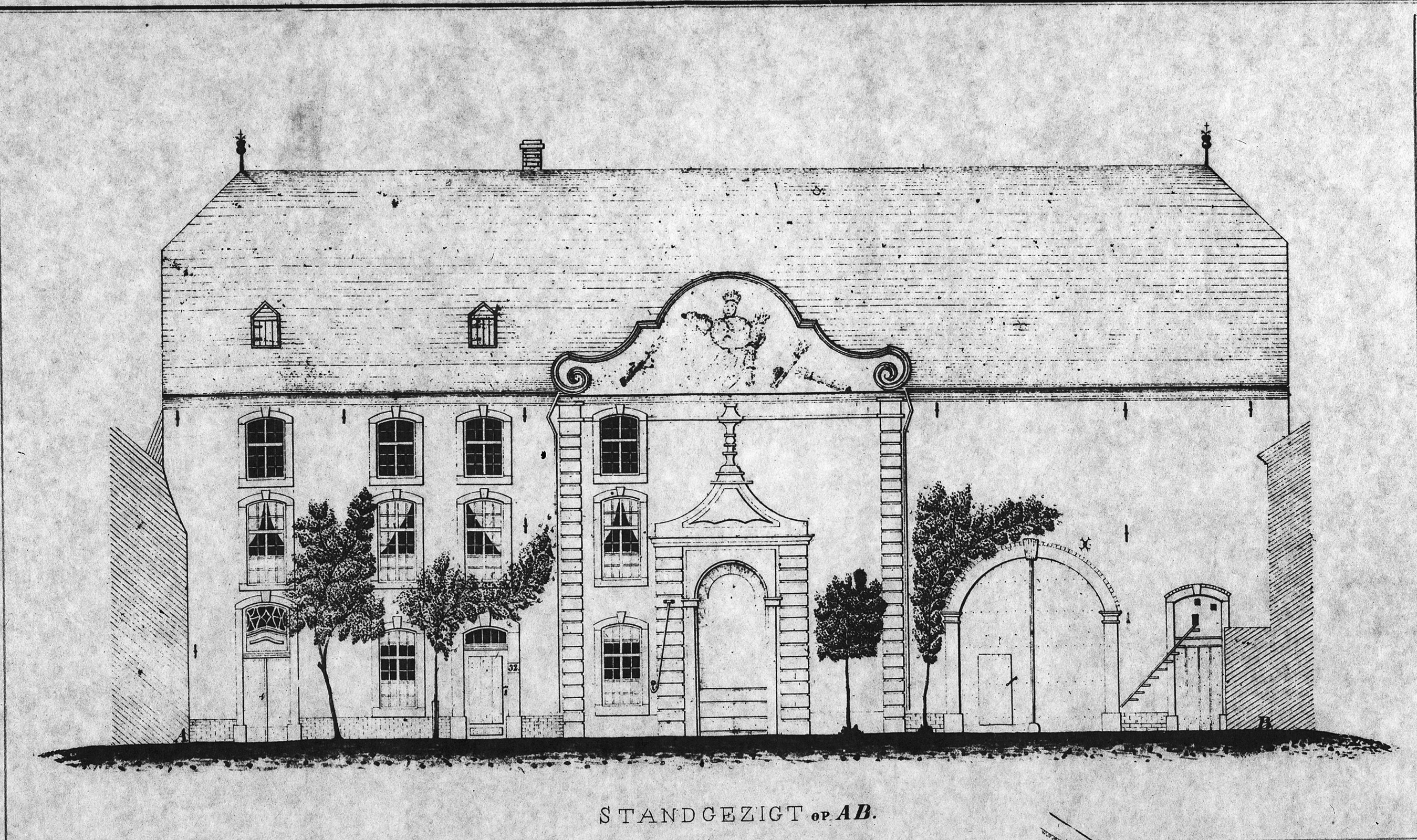
Hoofdgevel Cereshoeve, 1872
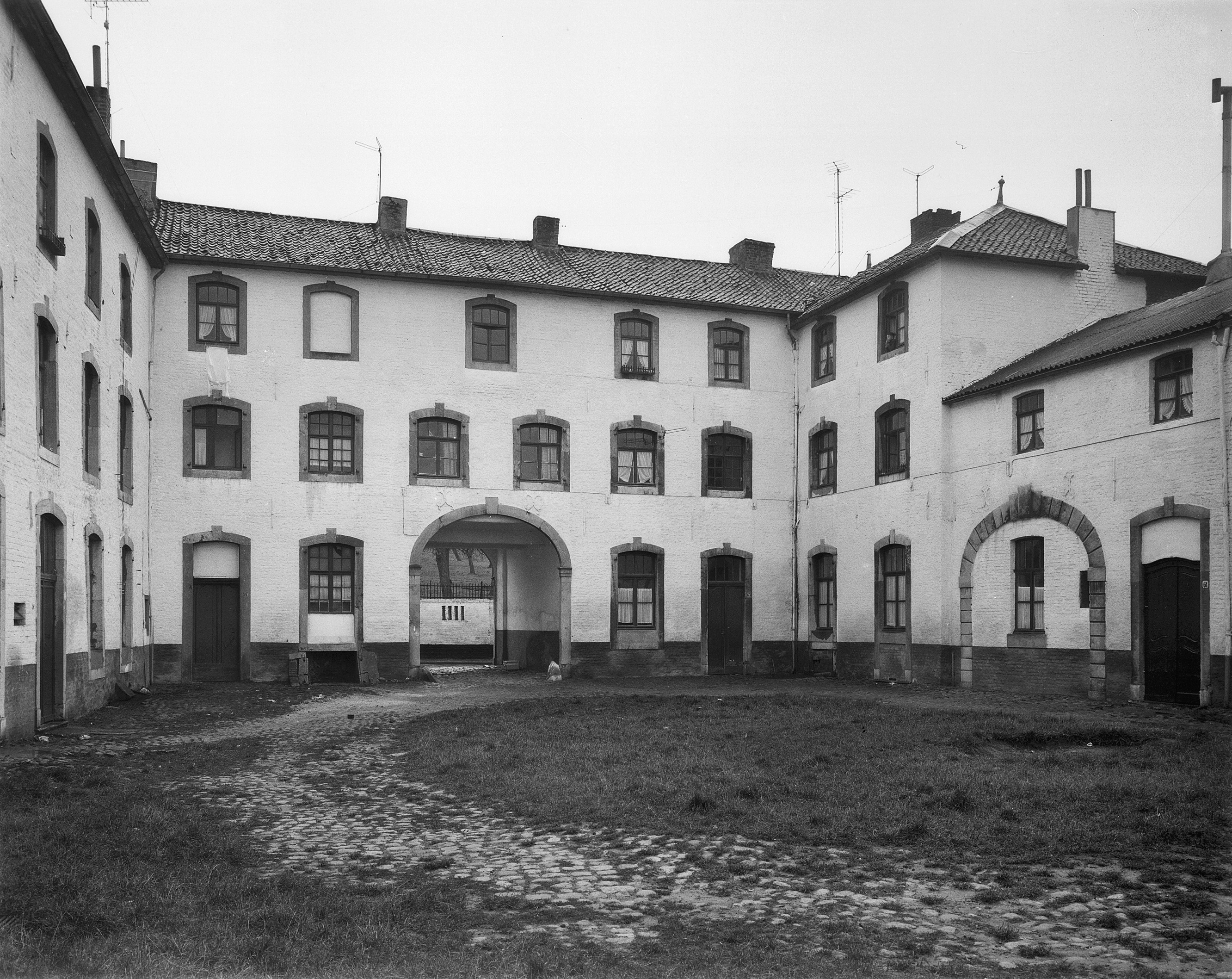
Binnenplaats D'r Bau, 1959
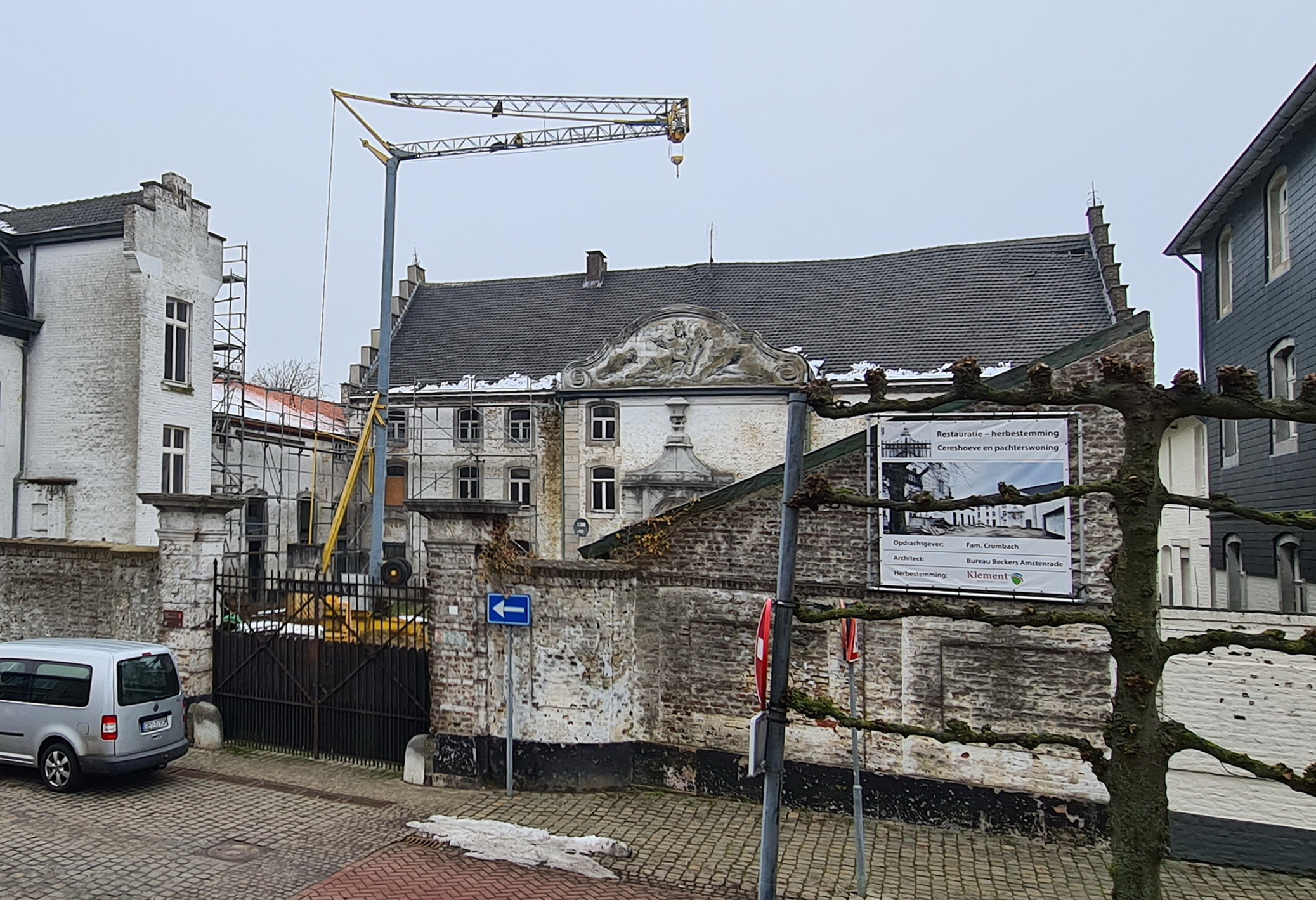
Verbouwing Cereshoeve, 2025

## Architectuur
Het complex D'r Bau-Cereshoeve heeft een plattegrond in de vorm van een hoekige 2. De rechtervleugel, het woonhuis D'r Bau, is in een iets afwijkende hoek geplaatst, wat er op kan wijzen dat dit bouwdeel ouder is. D'r Bau bestaat uit drie aaneengesloten vleugels om een binnenplaats die aan de achterkant — de noordzijde – open is. De binnenplaats is vanaf de Tentstraat toegankelijk via een inrijpoort in de zuidvleugel. In de zuidvleugel en de kortere westvleugel was oorspronkelijk de naaldenfabriek ondergebracht; de oostvleugel is altijd het representatieve woongedeelte geweest.
De Cereshoeve had oorspronkelijk een symmetrische aanleg, waarbij de binnenplaats als voorplein fungeerde. Door verbouwingen is dat aspect verloren gegaan. Het voorplein is door de bouw van een muur met toegangshek van de straat gescheiden en lijkt nu eerder op een binnenplaats. De noordvleugel is het hoofdgebouw van de Cereshoeve, oorspronkelijk een grote schuur, later gedeeltelijk tot woning verbouwd. De hoeve ontleent haar naam aan het reliëf van de godin Ceres in de gevelbekroning. De binnenplaats wordt links geflankeerd door een woonhuis en een daarop aansluitende lage vleugel die doorloopt langs de westelijke eindgevel van de schuur. Rechts van de binnenplaats ligt de oostvleugel, die samenvalt met de westvleugel van D'r Bau, bestaande uit een hoger en een lager deel. Oorspronkelijk bevond zich in het lagere deel een poortdoorgang als verbinding tussen beide binnenplaatsen.

### D'r Bau, exterieur
De circa 35 meter lange zuidgevel van D'r Bau aan de Tentstraat telt tien vensterassen, waarvan de buitenste twee paren zich in een risalerend (iets vooruitspringend) hoekvolume bevinden. Voorheen was deze geleding in drie volumes veel geprononceerder door de mansardedaken (zie tekening Caspar Wolf hierboven). In het centrale geveldeel bevindt zich de poortdoorgang met een hardstenen omlijsting, geprofileerde imposten en een geprofileerde sluitsteen; daarboven zijn twee X-vormige muurankers aangebracht. Schampstenen beschermen de poortomlijsting zowel aan de straat- als aan de hofzijde. De westelijke vleugel van het U-vormige complex bestaat uit een hoger deel onder een schilddak en een daarop aansluitend lager deel dat na een instorting gedeeltelijk is afgebroken. De nieuwbouw die het gat opvult dateert waarschijnlijk uit de jaren 1980. In het lagere deel bevindt zich een dichtgemetselde poort die in het verleden een doorgang naar de Cereshoeve vormde.
In de oostvleugel van D'r Bau bevond zich altijd het woongedeelte. De gevel aan de hofzijde is regelmatig opgebouwd en bevat twee deuren en negentien vensters, alle met omlijstingen van Naamse steen. De naar het dorp Vaals gerichte oostgevel wordt gesierd door een in- en uitzwenkend fronton (of timpaan) in Lodewijk XV-stijl, rustend op twee kraagstenen met festoenen. Het in reliëf op het fronton aangebrachte wapenschild is later weggekapt. Wat overblijft zijn een maskerkop (Kuhnen?), twee putti die een lauwerkrans omhoog houden, enkele bloesemtakken en een banderol, waarop waarschijnlijk het motto van Kuhnen stond. De eigenaardige positionering van het fronton is het gevolg van het later ophogen van de gevel met een extra verdieping. Onder het fronton bevindt zich een balkon met balkonhekje in Lodewijk XV-stijl en dubbele balkondeuren in dezelfde stijl. Op de begane grond bevinden zich dubbele tuindeuren, eveneens in Lodewijk XV-stijl, met een bovenlicht met zwierige tracering en een lantaarn. De tuin aan deze zijde van D'r Bau wordt aan de straatzijde afgesloten door een bakstenen tuinmuur met rechthoekige spaarvelden en een smeedijzeren hek tussen twee vooruitspringende hekpijlers.

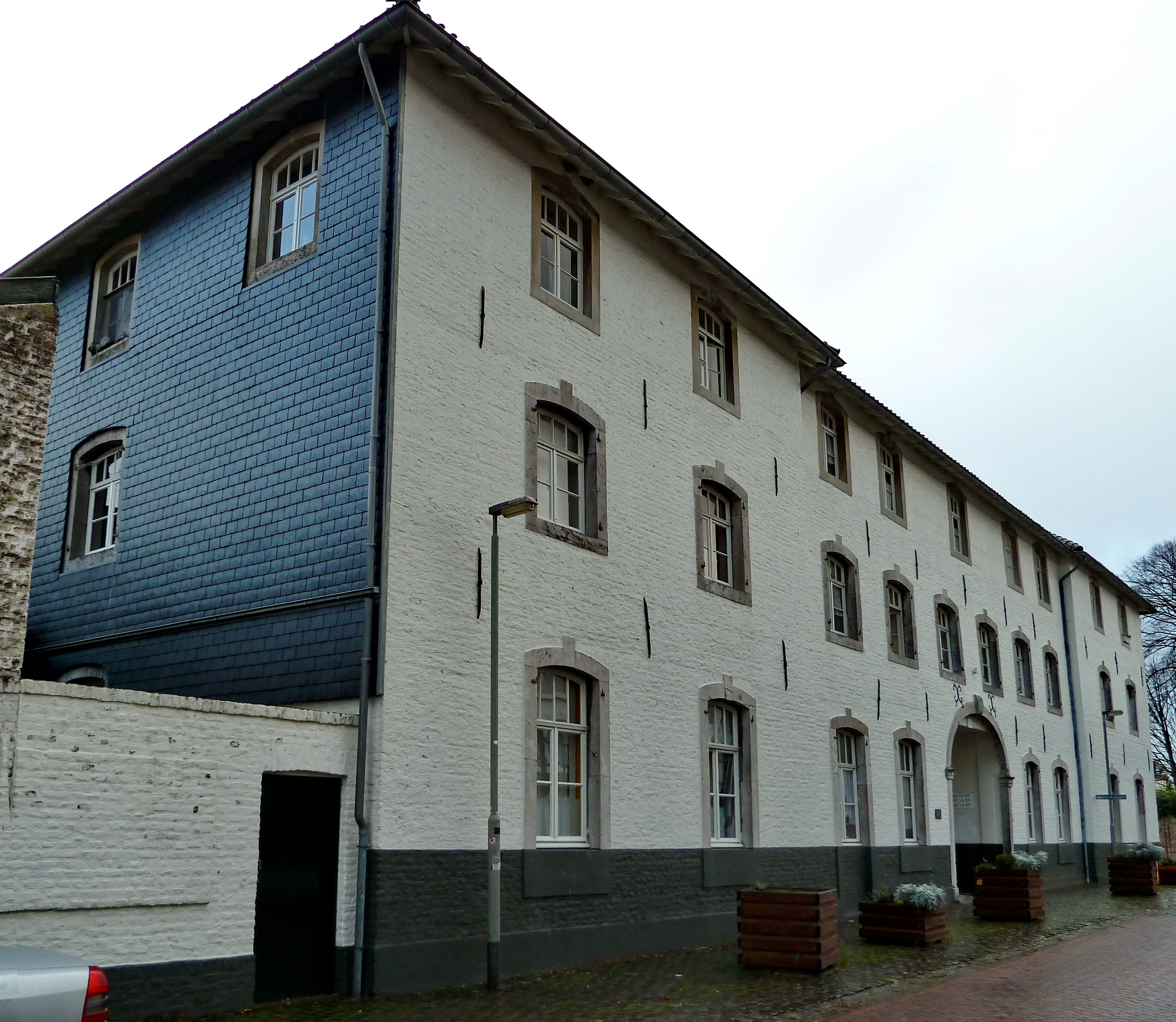
Zuidgevel vanuit het westen
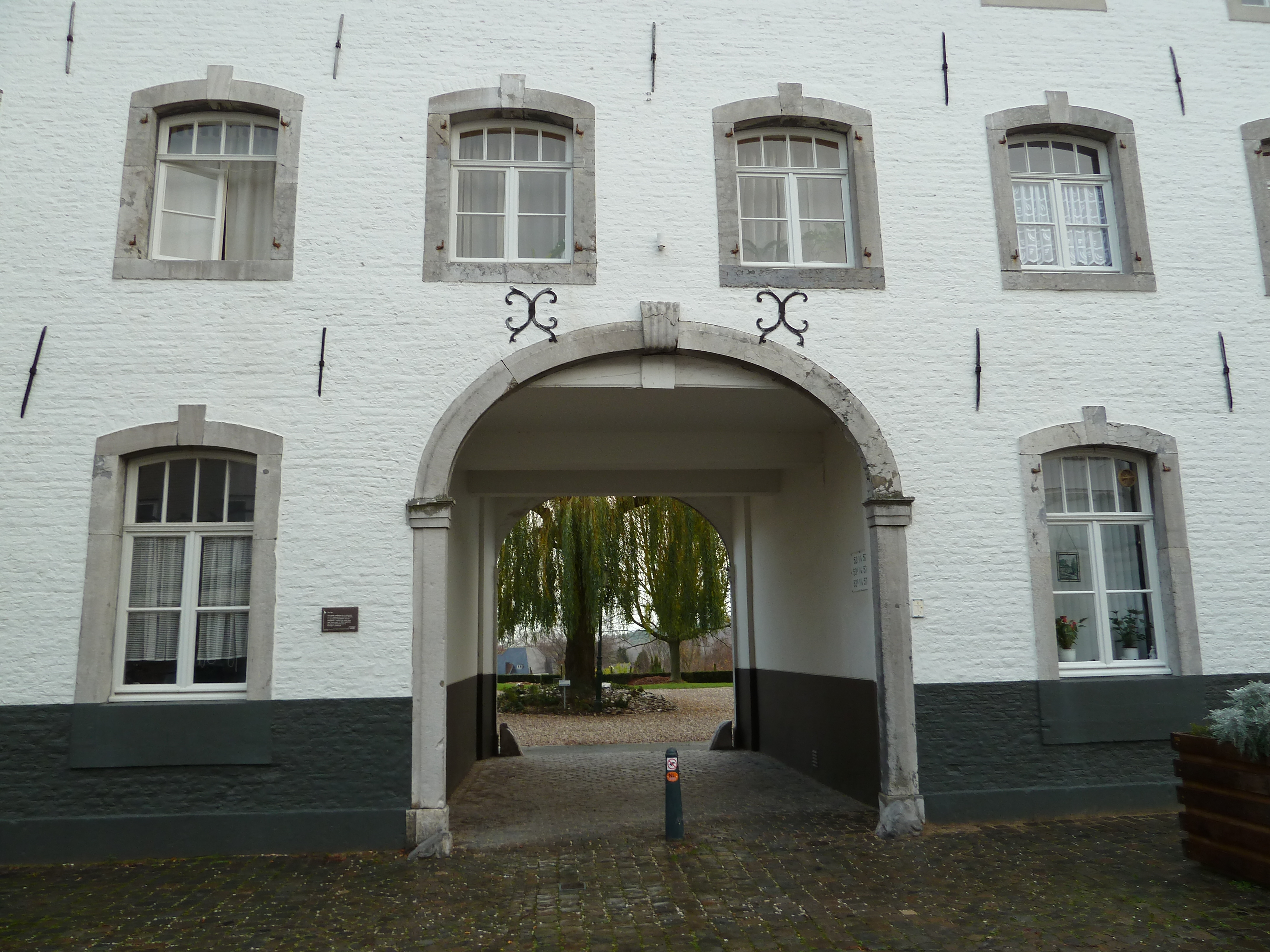
Zuidvleugel, poortdoorgang
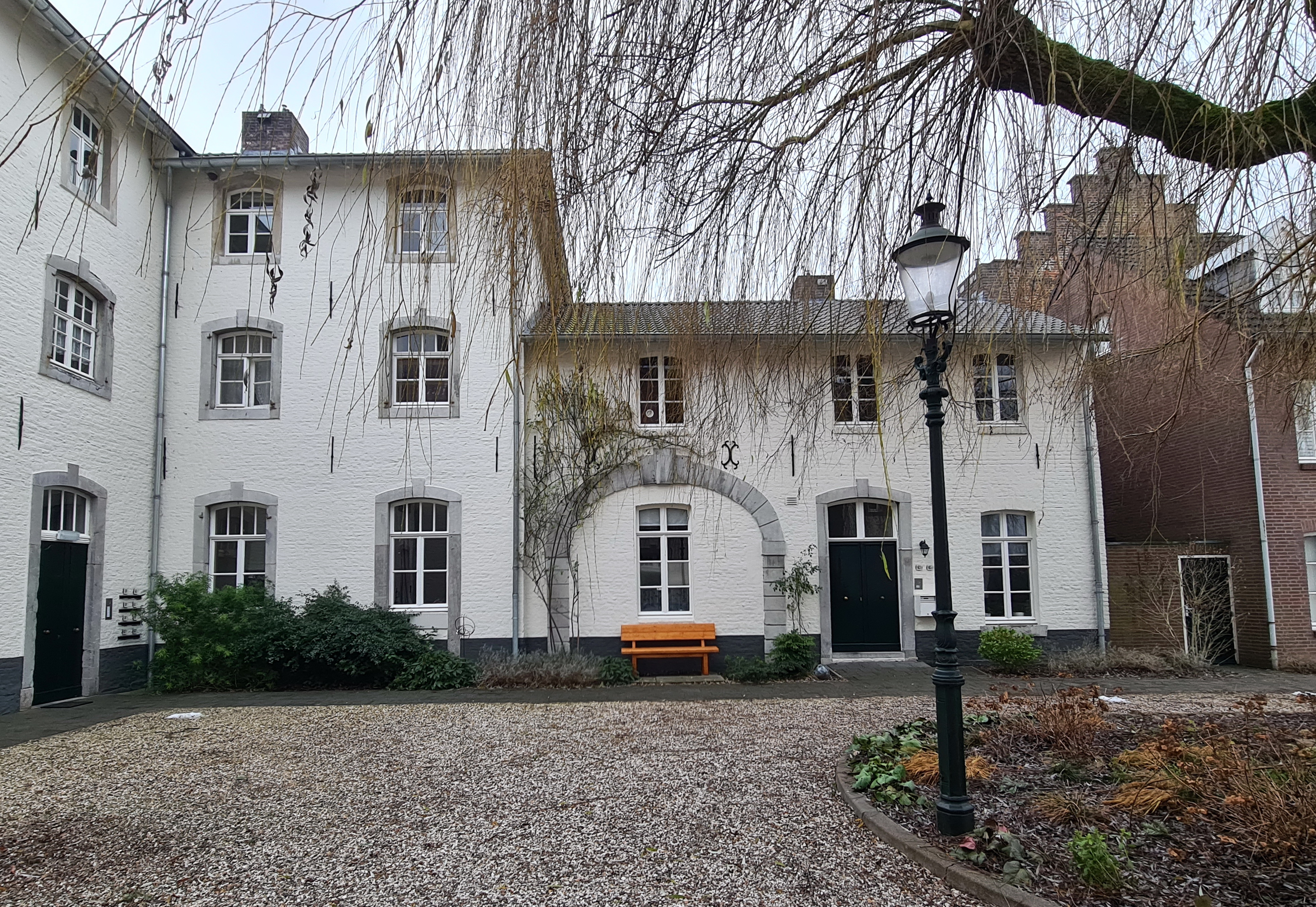
Westvleugel vanaf binnenplaats
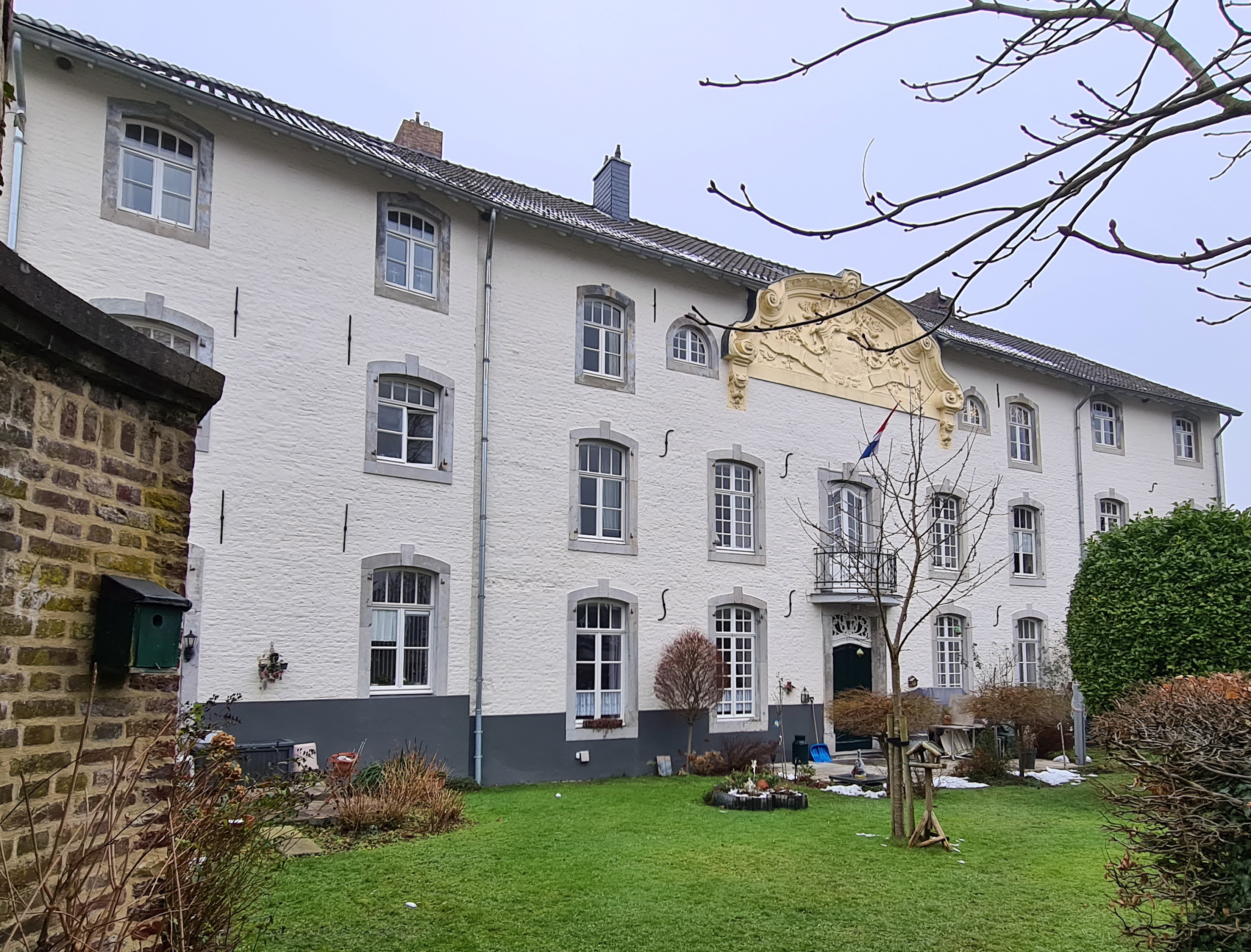
Oostvleugel, tuinzijde

### D'r Bau, interieur
Het interieur van het hoofdgebouw in de oostvleugel bevat nog vrij veel elementen in Lodewijk XV-stijl. Daaronder bevinden zich een trapbalustrade, een groot aantal kamer- en kastdeuren en enkele schouwen. Een hal met tegelvloer op de begane grond loopt dwars door het gebouw van de ingang aan de binnenplaats tot aan de tuindeuren. Links daarvan bevindt zich een trappenhuis met een eikenhouten trap, waarvan de leuning is versierd met vijf harpstukken die alle het inschrift AИИO · 1777 dragen en daartussen (op de plaats van de ·) de initialen JK (Jacob Kuhnen) in ajour gesneden. Eveneens op de begane grond bevindt zich een zeventiende-eeuwse schouw met voluutvormige wangen van Naamse steen met gebeeldhouwde ranken en Ionische kapitelen.
D'r Bau is gedeeltelijk onderkelderd. De kelders zijn overdekt met bakstenen tongewelven en troggewelfjes tussen gordelbogen.
Interieur D'r Bau (foto's jaren 1950)

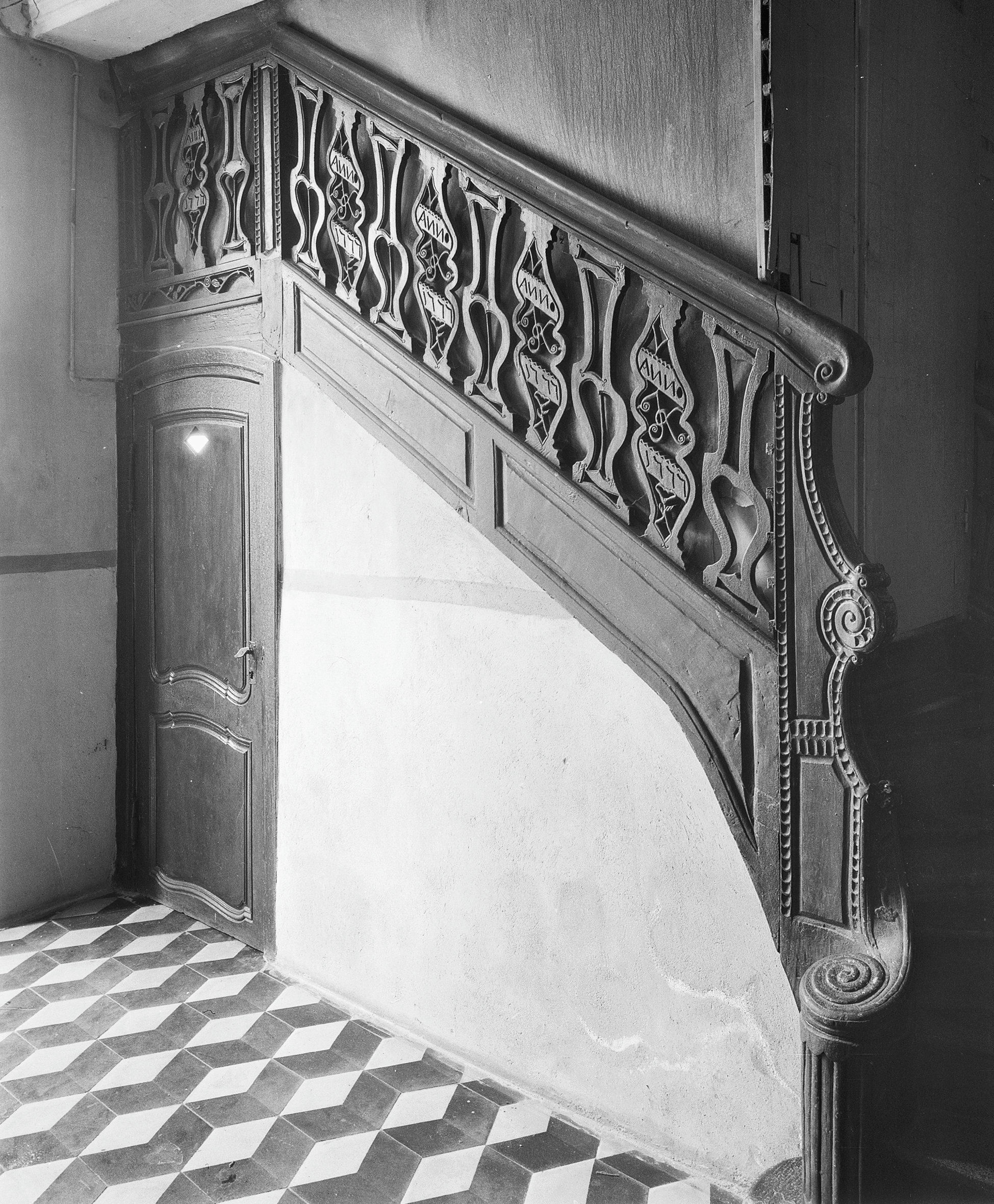
Trapbalustrade en deur
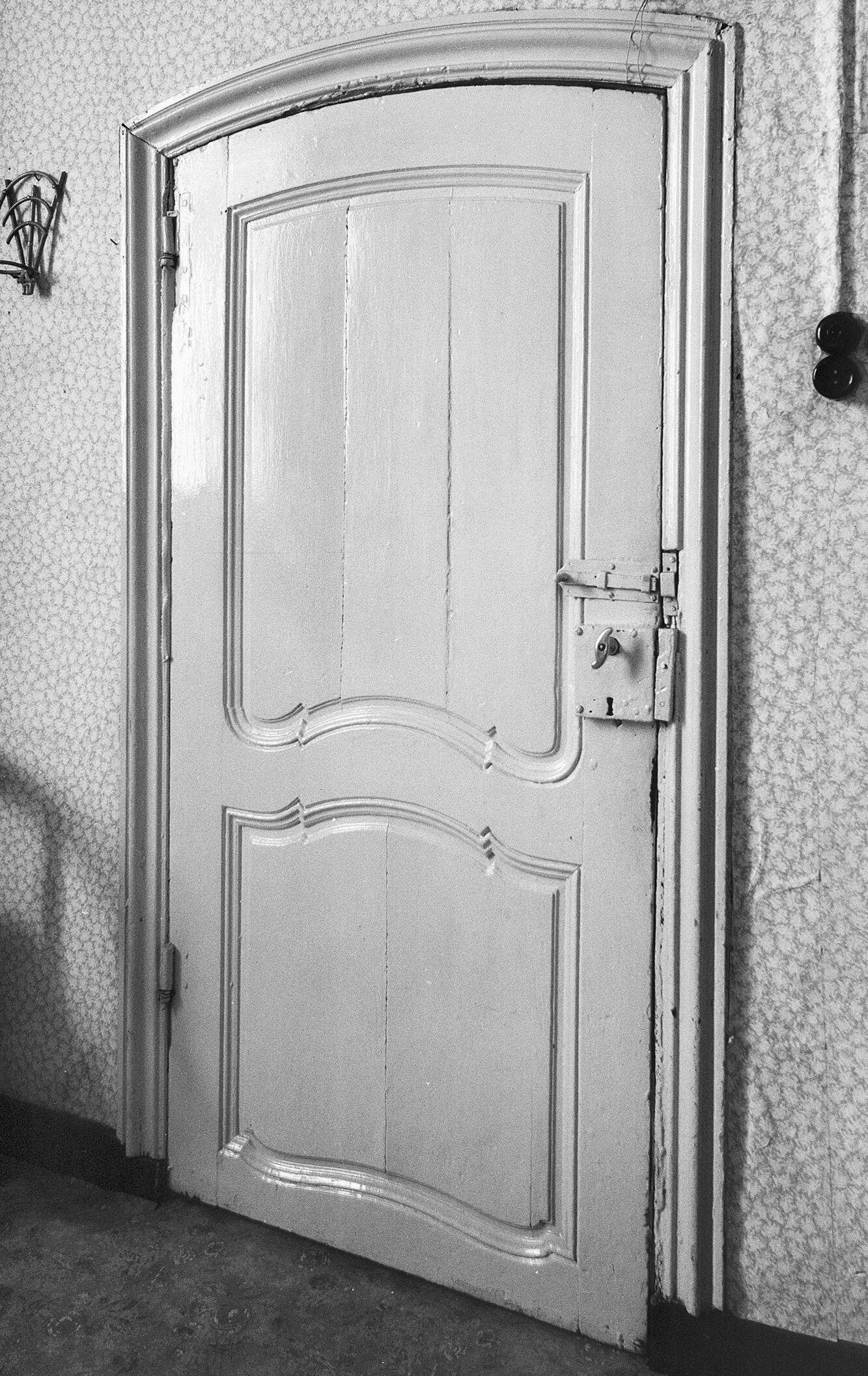
Deur in Lodewijk XV-stijl
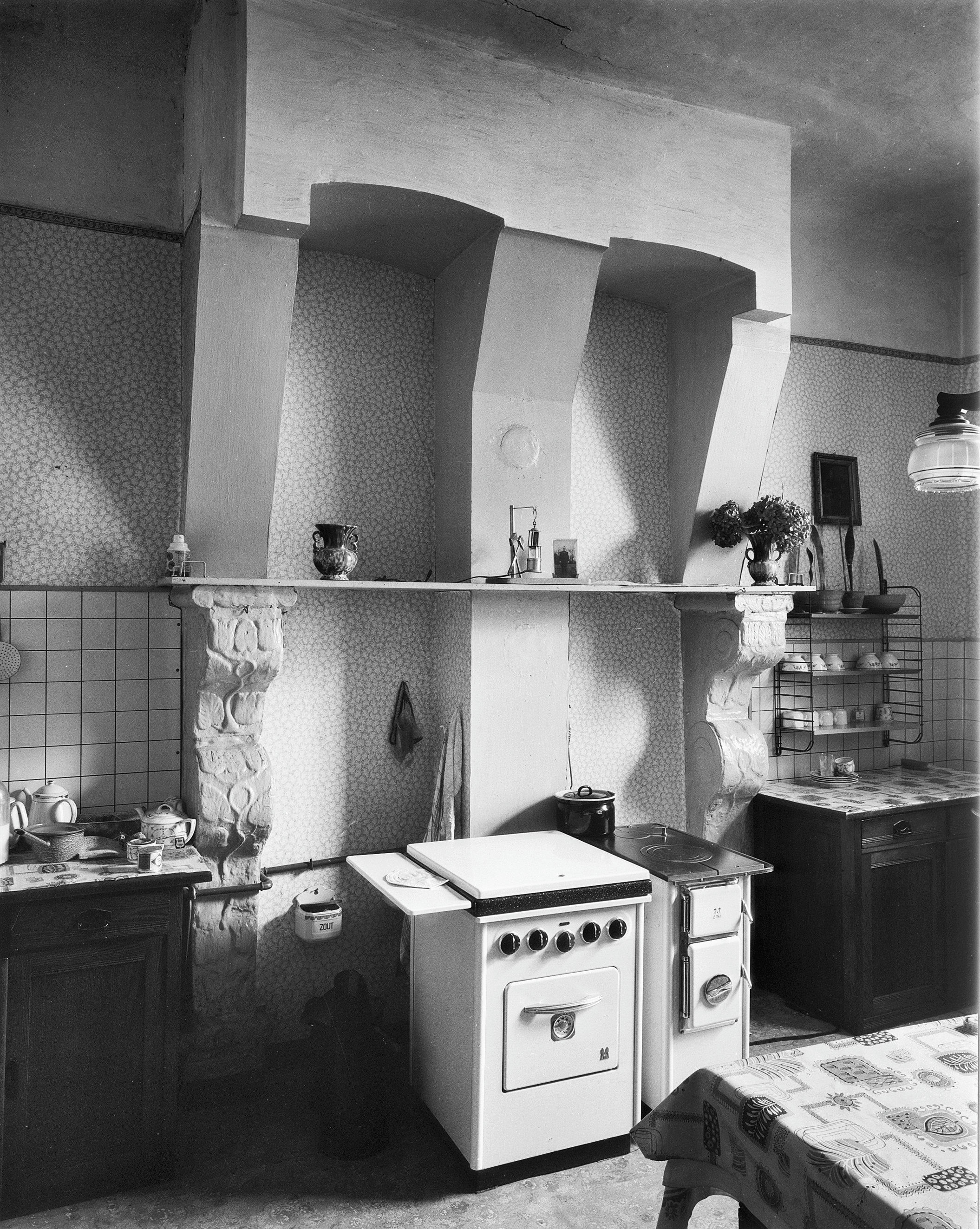
17e-eeuwse schouw
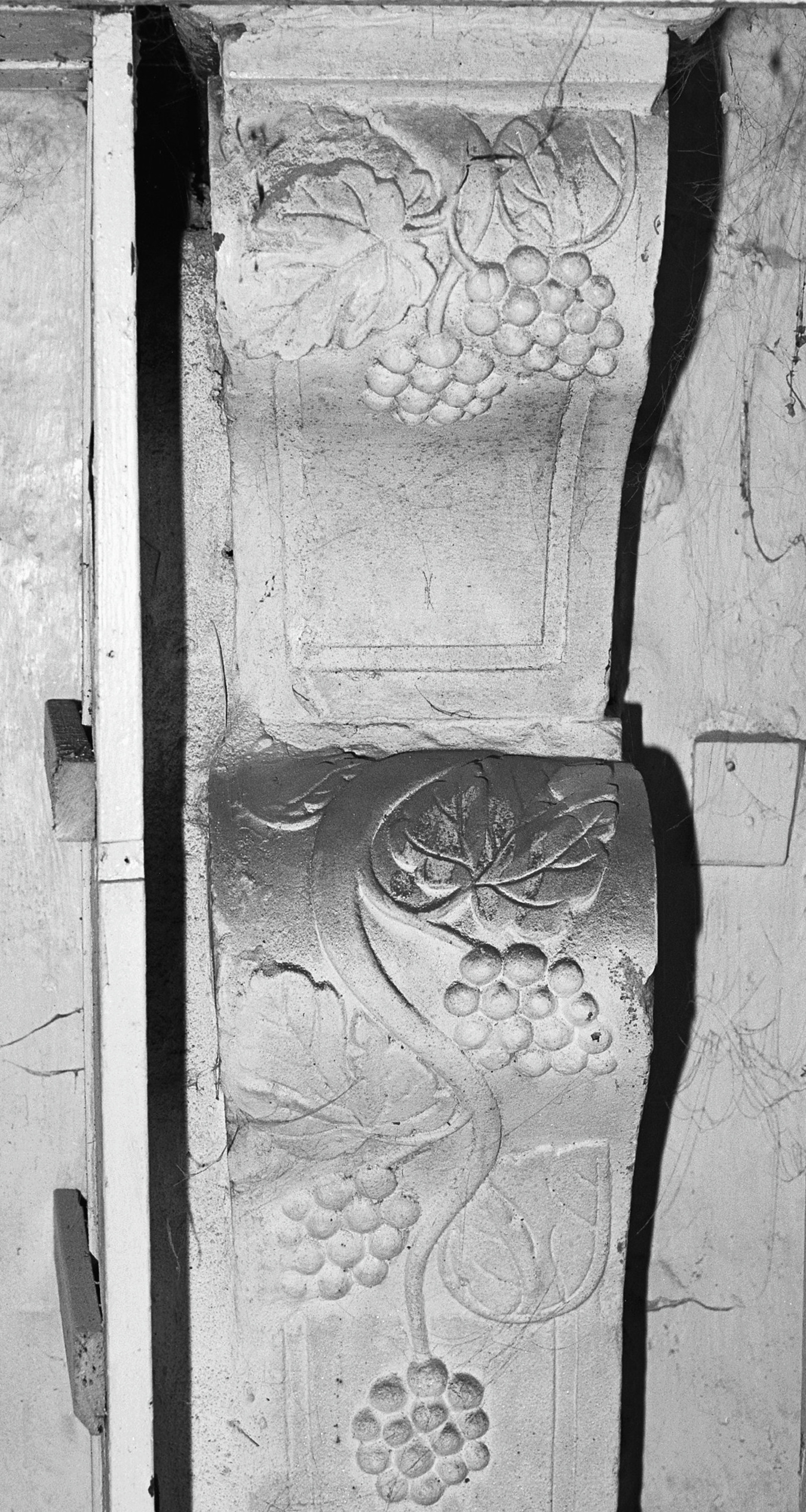
Detail wangstuk schouw

### Cereshoeve
Naast D'r Bau ligt op Tentstraat 67-69b de Cereshoeve, waarmee het oorspronkelijk één complex vormde. Aan de straatzijde bevindt zich een negentiende-eeuwse bakstenen muur en een hek tussen twee pijlers. De muur is een voortzetting van de tuinmuur ten oosten van D'r Bau, wat erop zou kunnen wijzen dat deze dateert van voor de splitsing van het eigendom. Door de bouw van de vrij hoge muur verloor de binnenplaats het karakter van een voorplein. In het smeedijzeren hek is de naam CERES·HOEVE verwerkt. Aan de voet van de hekpijlers liggen twee schampstenen.

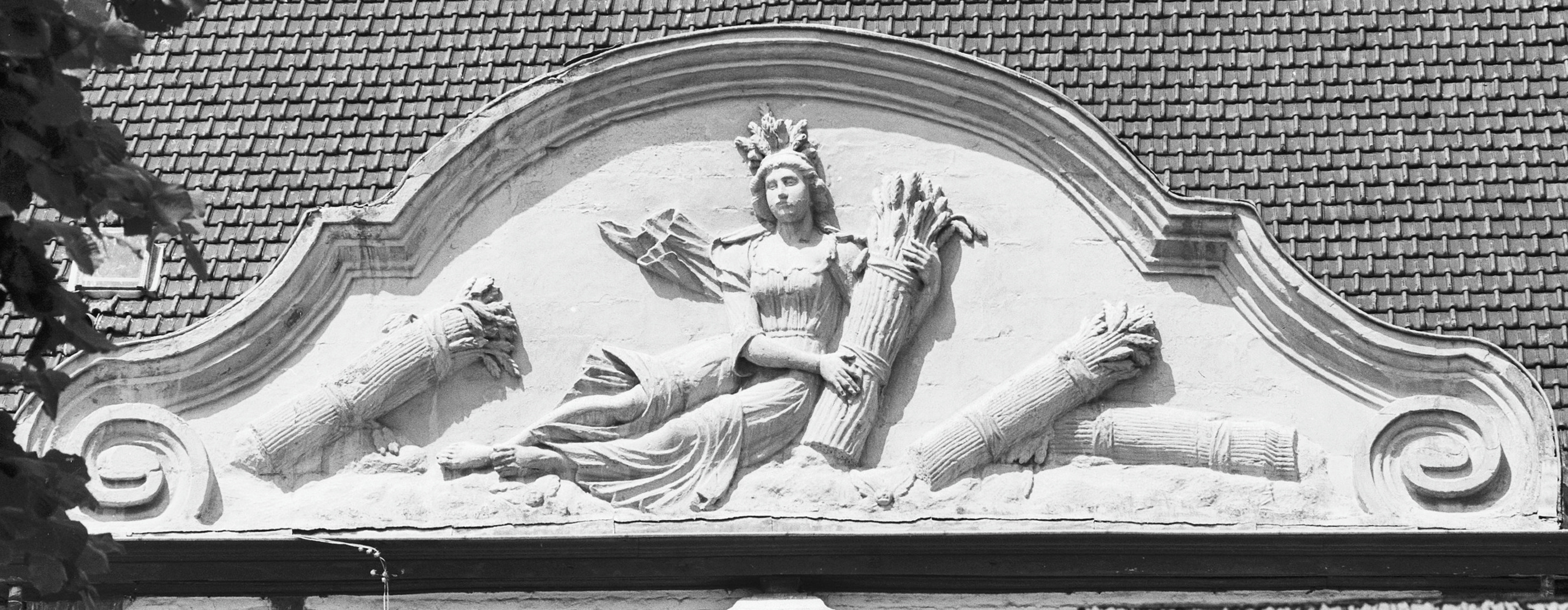
Gevelbekroning met de godin Ceres

Het hoofdgebouw, de voormalige grote schuur, had oorspronkelijk een symmetrische opbouw met ter weerszijden van de middenrisaliet twee poorten, hetgeen te zien is op een tekening van Caspar Wolf uit 1780. Het linker deel van de gevel is vóór 1872 sterk gewijzigd toen een deel van de schuur werd verbouwd tot woning (zie tekeningen hierboven). Blikvanger is nog steeds de rijk versierde middenrisaliet met een drie verdiepingen hoge hardstenen nisfontein, waarin de fontein ontbreekt, en een gevelbekroning in de vorm van een fronton. De bovenrand van het fronton zwenkt op typerend barokke wijze in en uit (concaaf en convex) en eindigt in voluten, enigszins vergelijkbaar met het fronton van D'r Bau. Het bevat een gebeeldhouwd reliëf van Ceres, de godin van de akkerbouw, in Grieks gewaad, met korenaren in het haar, een korenschoof in haar handen en omgeven door korenschoven. De zijgevels van de voormalige schuur hebben trapgevels, daterend uit de tijd dat het oorspronkelijke mansardedak werd vervangen door het huidige zadeldak. De achtergevel bevatte aanvankelijk, net als de voorgevel, twee grote schuurpoorten. De westelijke heeft plaats moeten maken voor deuren en vensters, de oostelijke is dichtgemetseld maar de poortomlijsting is nog herkenbaar in het muurwerk. De zijvleugels dateren in hun huidige vorm grotendeels uit de negentiende en twintigste eeuw, met uitzondering van het deel op de zuidwestelijke hoek.

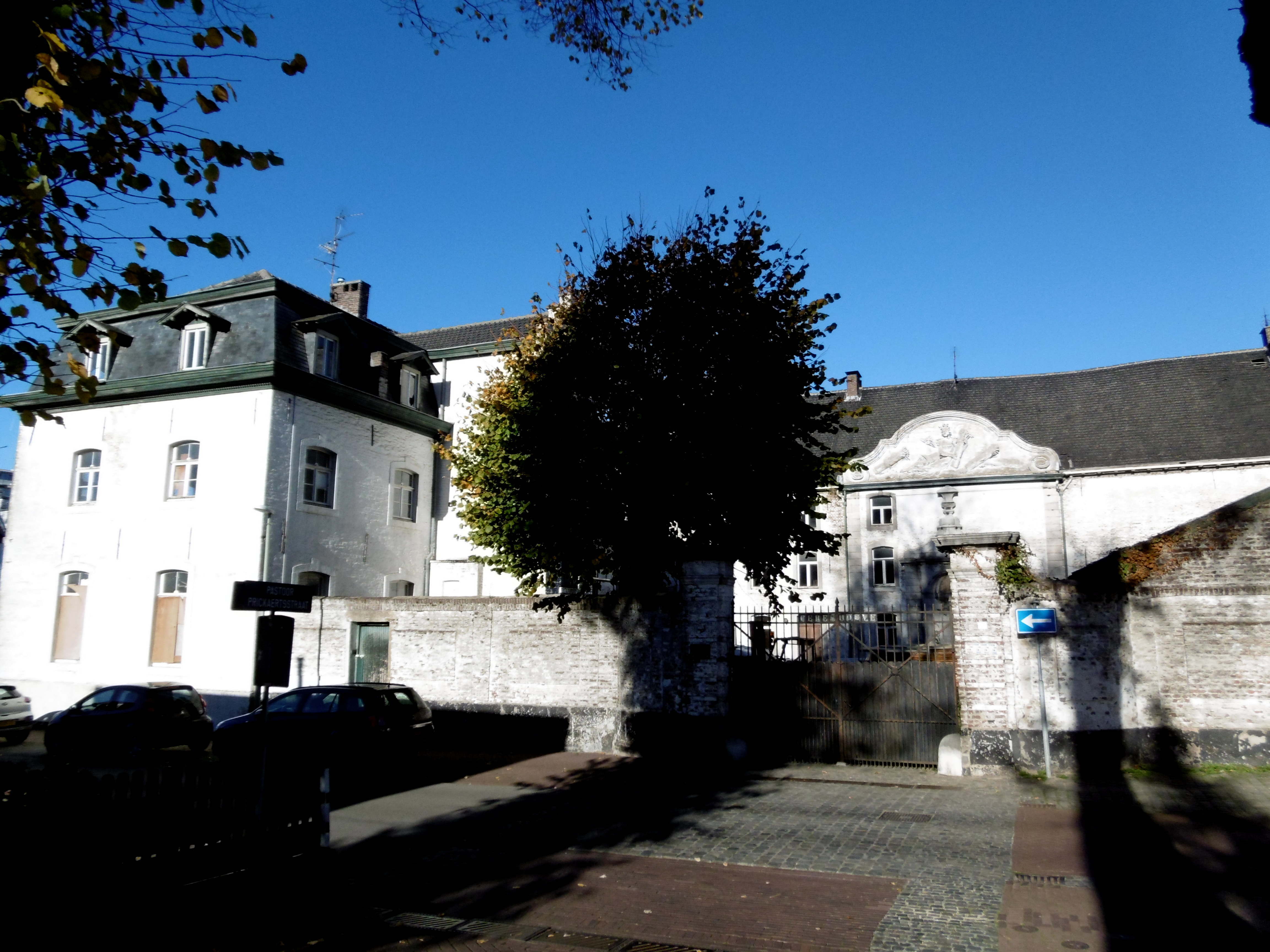
Overzicht vanaf de Tentstraat
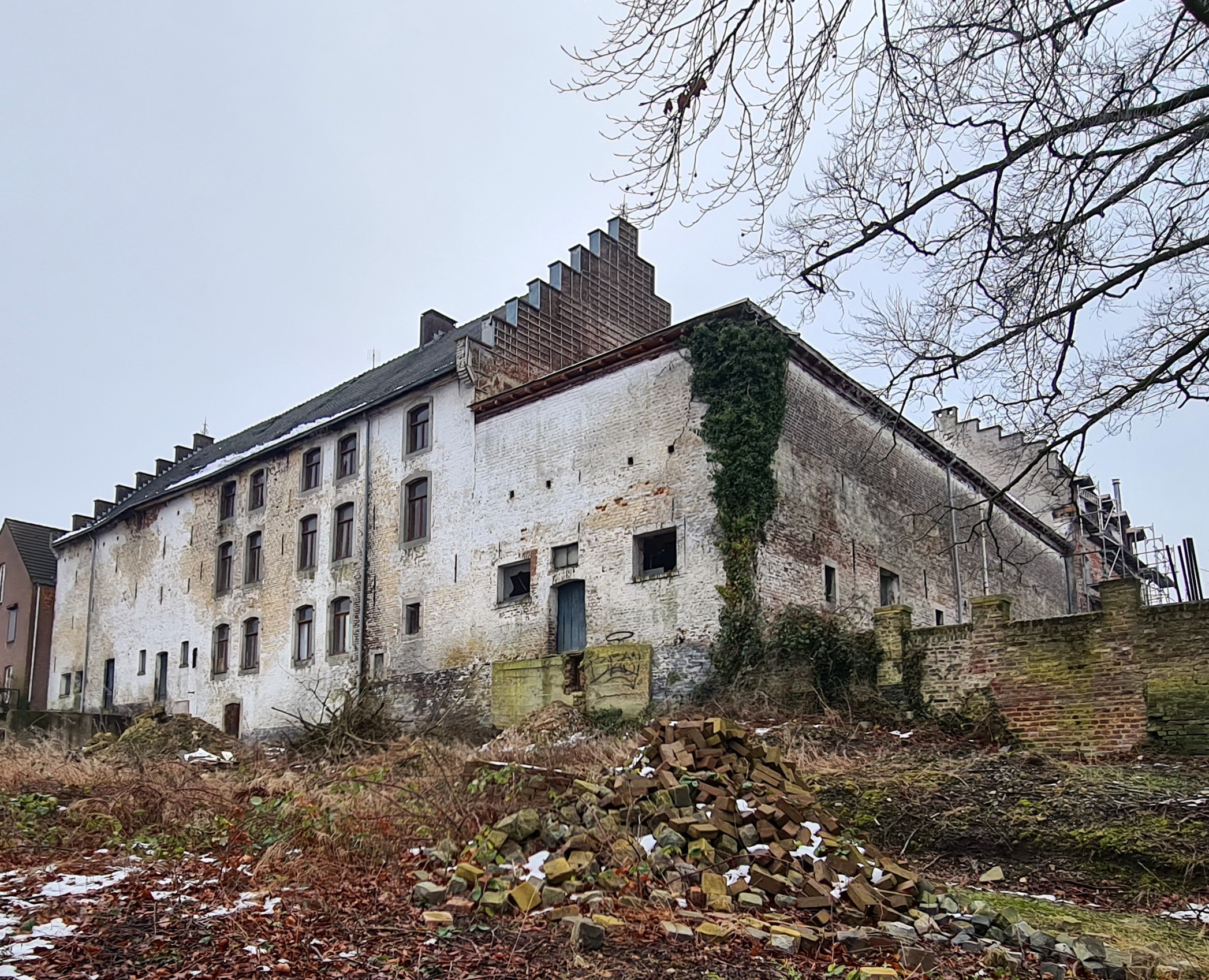
Overzicht vanuit het zuidwesten
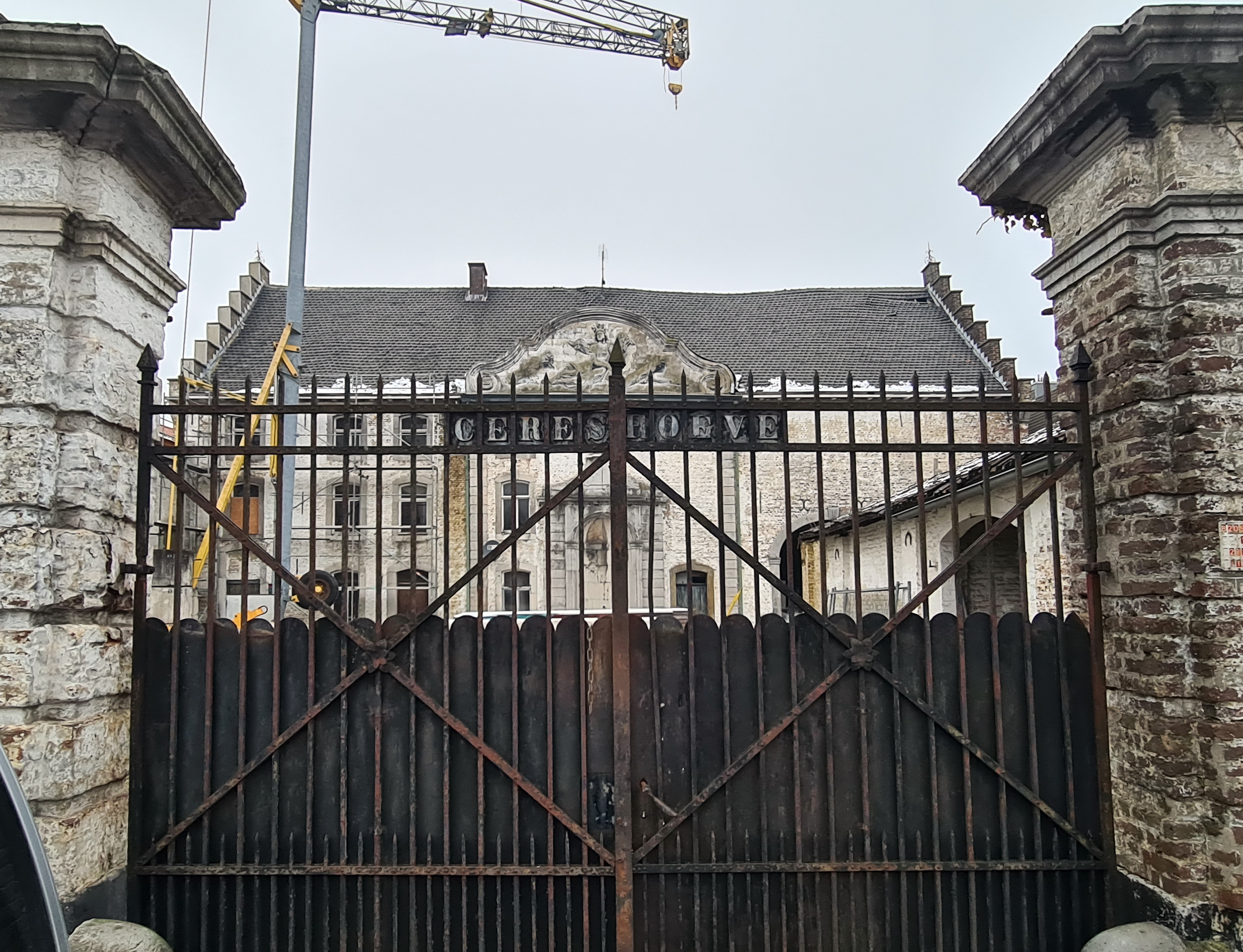
Entreehek en hoofdgebouw
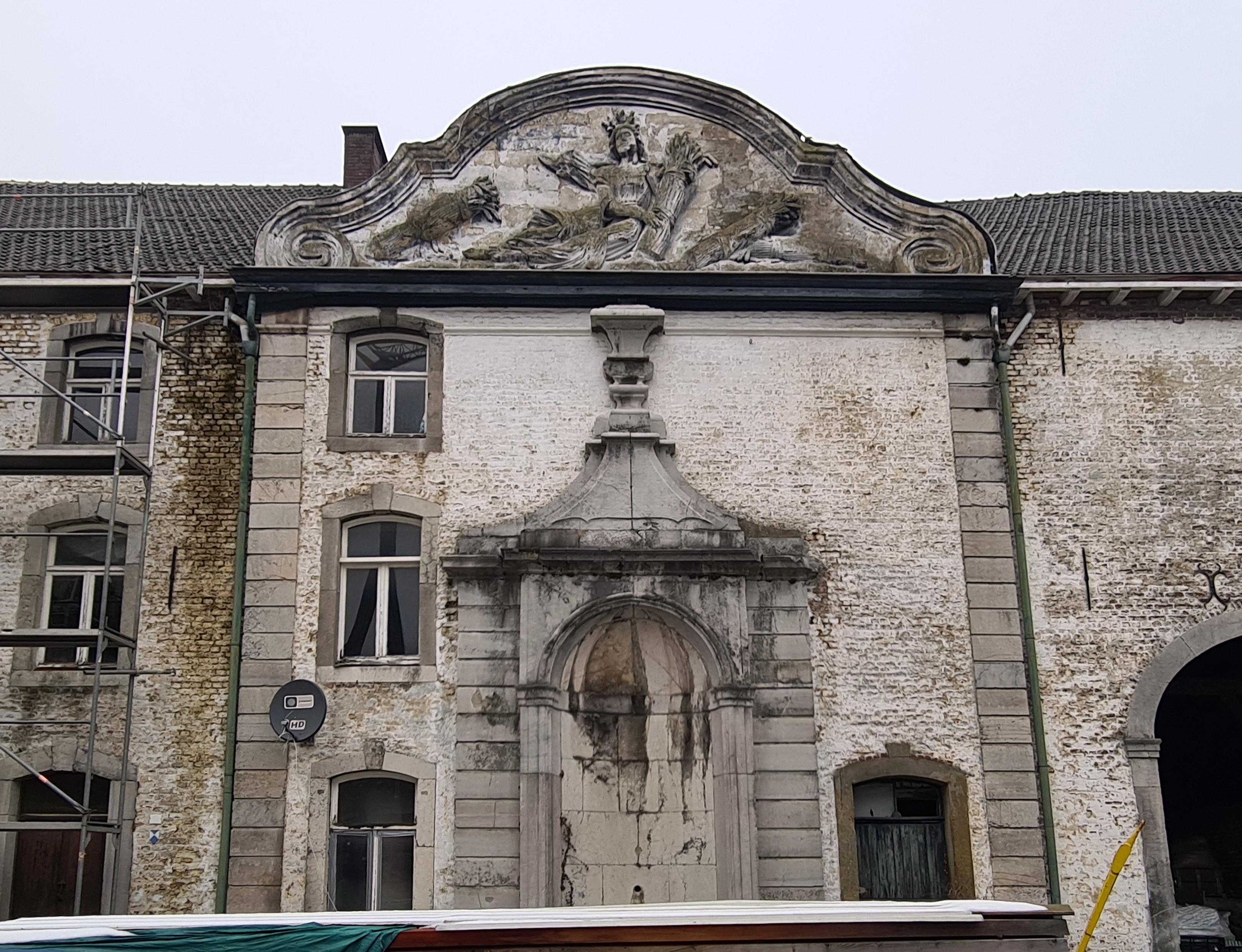
Detail hoofdgevel

### Tentstraat 69
Het vermoedelijk laat-achttiende-eeuwse pand Tentstraat 69 vormde lange tijd een van de Cereshoeve afgescheiden perceel en is nog steeds een afzonderlijk rijksmonument. Het is het enige bouwdeel dat zijn oorspronkelijke mansardedak (deels) heeft behouden, hoewel aan de noordzijde een trapgevel aangeeft waar het negentiende-eeuwse deel begint en aan de kant van de binnenhof een uitbouw, eveneens met trapgeveltje, is toegevoegd. Aan de westzijde is op zeker moment een houten bordesoverkapping in chaletstijl gebouwd. Aan deze zijde bevindt zich een tuin die door een muur met daarop een smeedijzeren hekwerk is afgescheiden van de straat. Een smeedijzeren hek tussen twee pijlers vormt de toegang tot het pand.

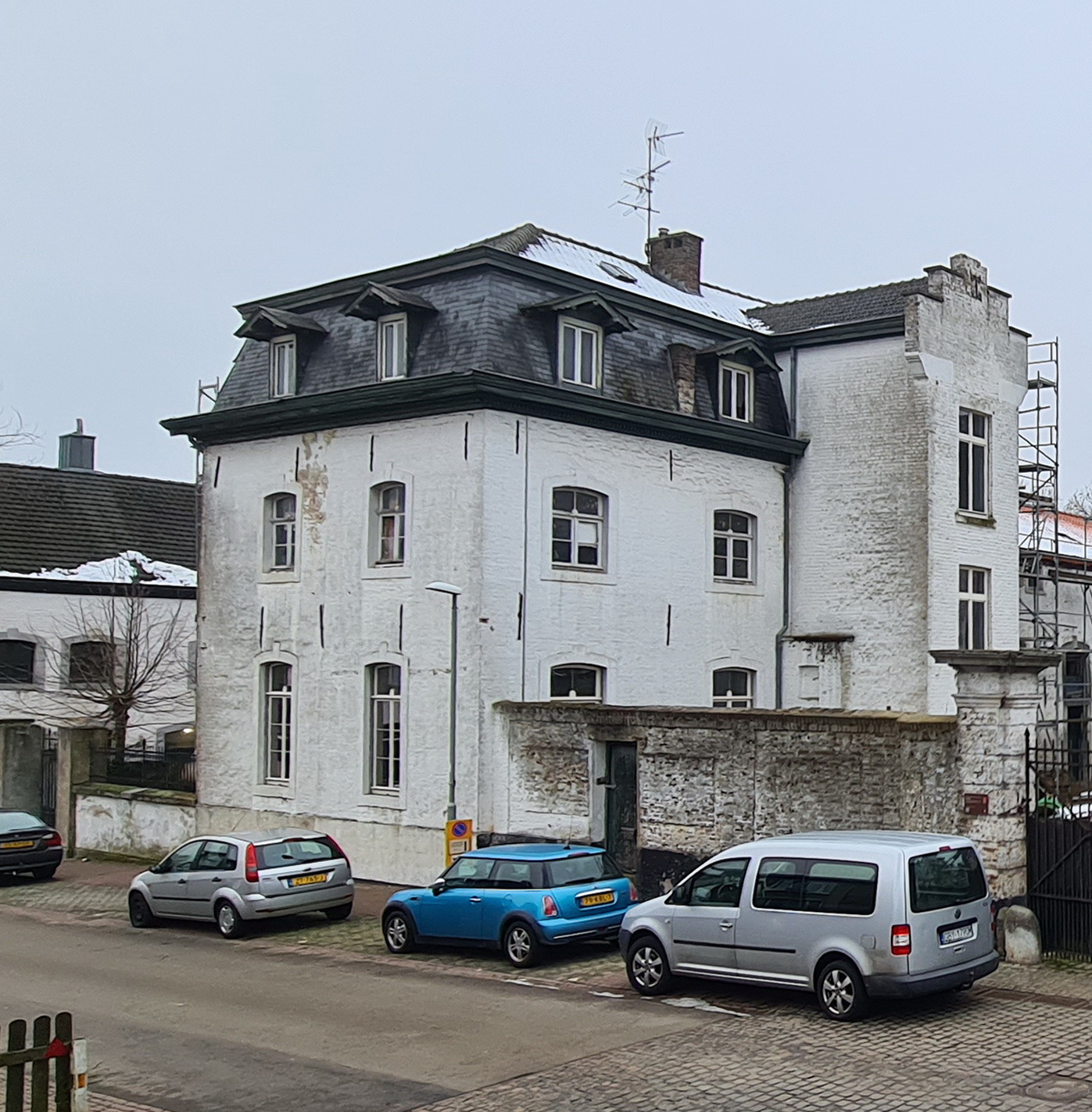
Overzicht vanaf de Tentstraat
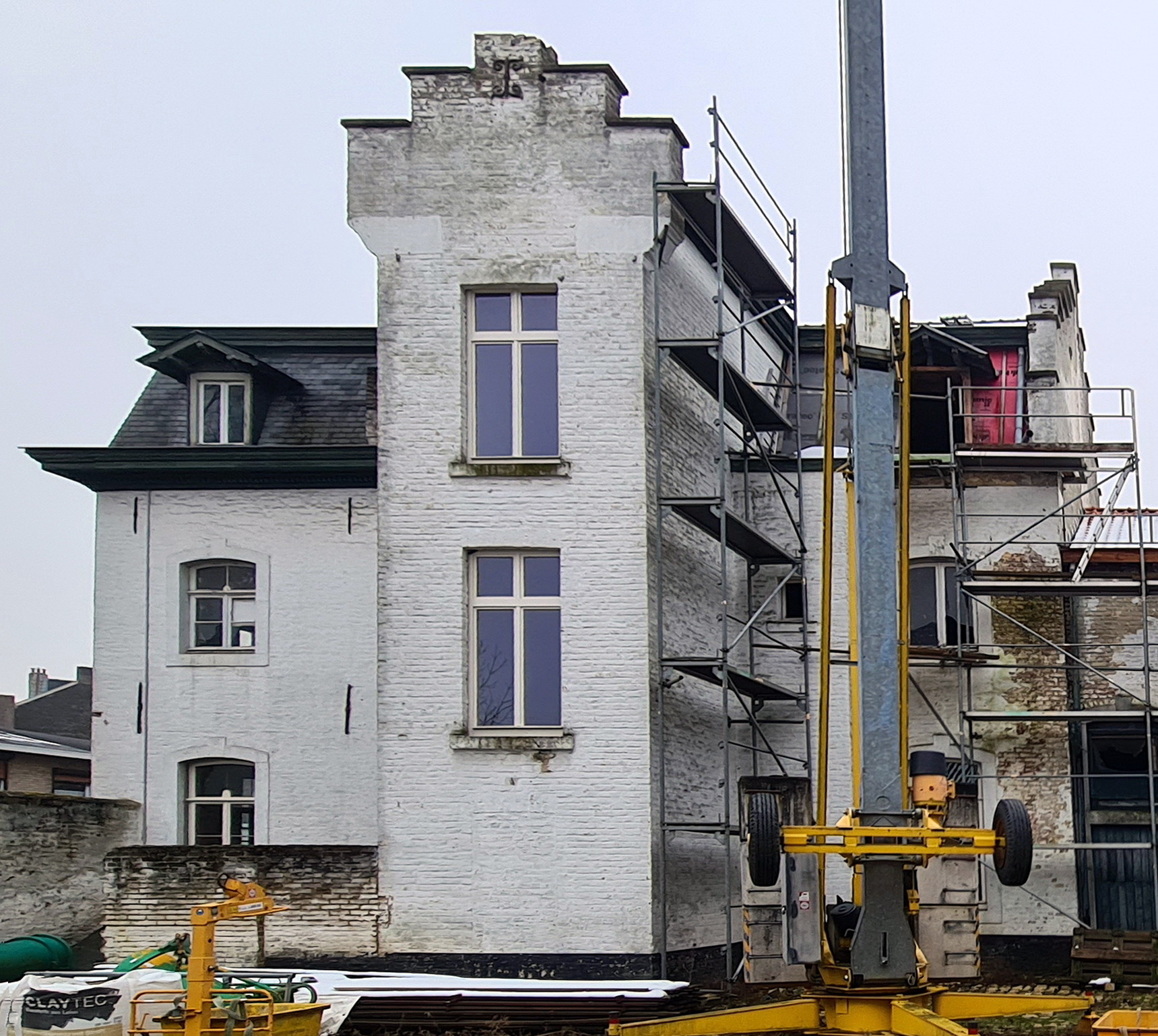
Oostgevel vanaf binnenplaats
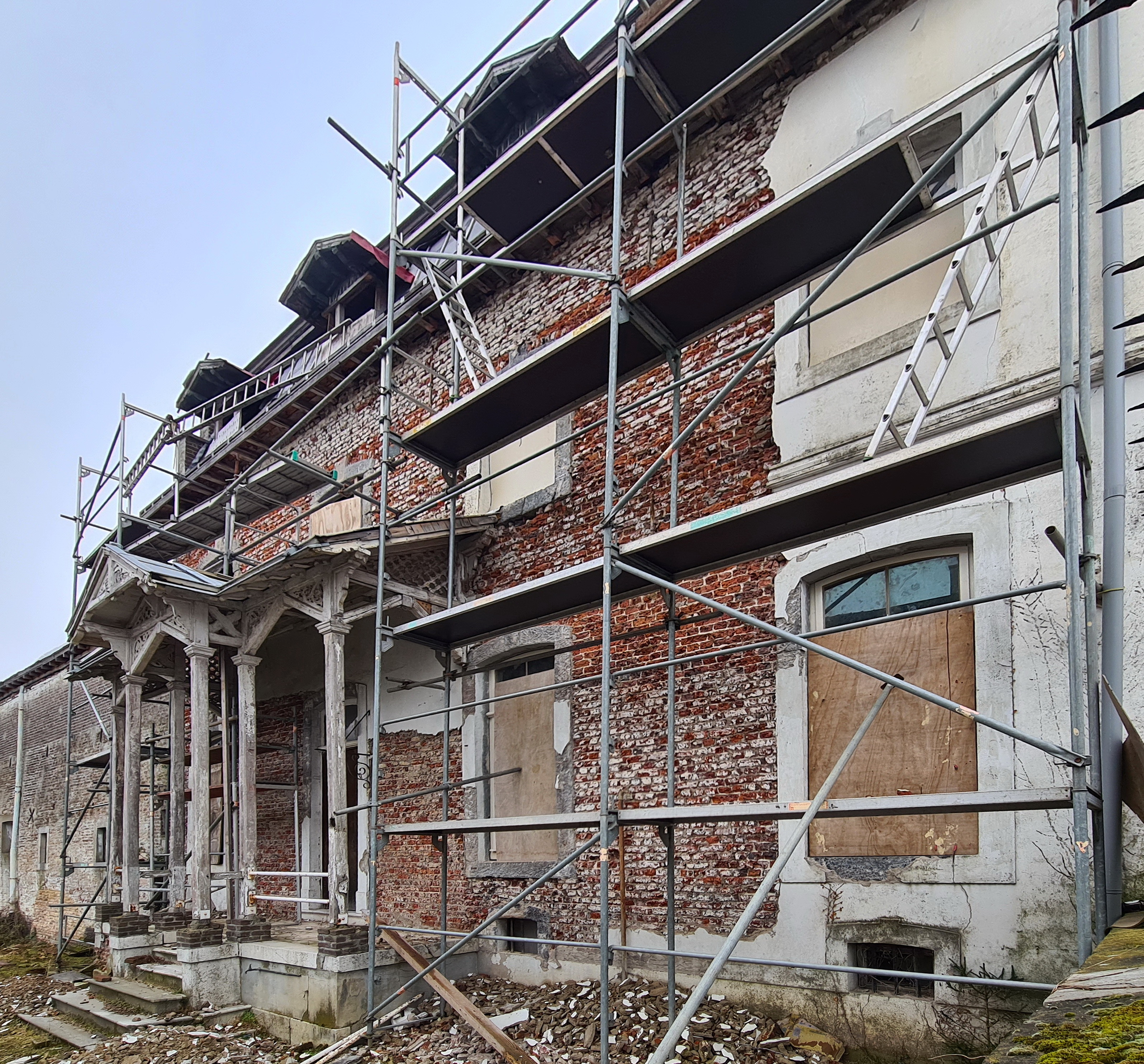
Westgevel tijdens restauratie
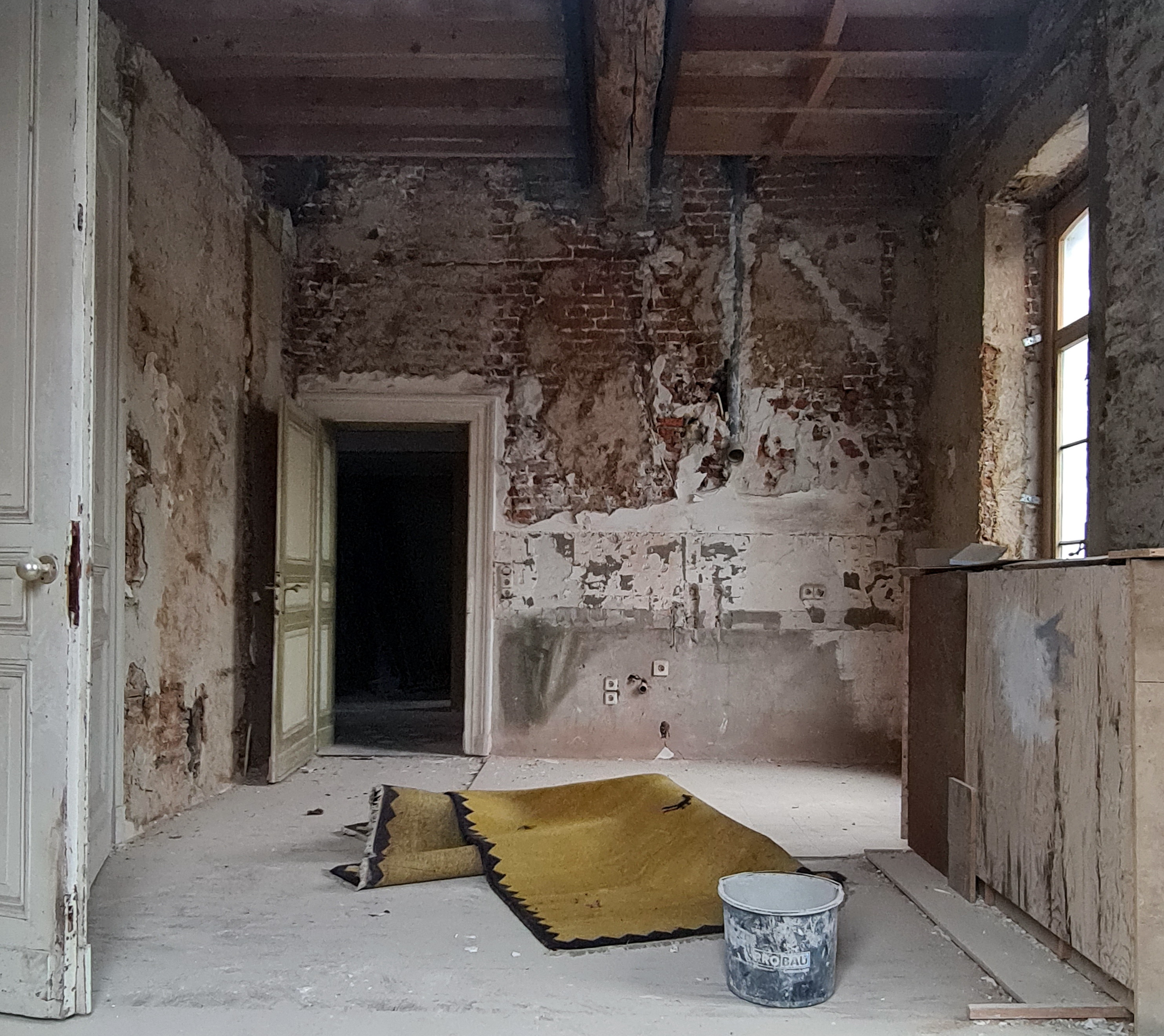
Interieur tijdens restauratie